# Magma (álgebra)
Un Magma es una estructura algebraica de la forma {\displaystyle (A,\circledcirc )} con A es un conjunto donde se ha definido una operación binaria interna: {\displaystyle \circledcirc }.
{\displaystyle {\begin{array}{rccl}\circledcirc :&A\times A&\longrightarrow &A\\&(a,b)&\longmapsto &c=a\circledcirc b\end{array}}}
Siendo esta ley de composición una operación interna:
| 1.- Operación interna: para cualesquiera par ordenado de elementos del conjunto A×A operados con {\displaystyle \circledcirc }, el resultado pertenece al conjunto A. Es decir: {\displaystyle \forall x,y\in A\;:\quad x\circledcirc y\in A}. |

El término magma se debe a la asociación de matemáticos franceses que se hace llamar Nicolás Bourbaki. Durante algún tiempo compitió, para reflejar el mismo concepto, con la palabra grupoide, que tiene otros sentidos en matemática (ver artículo grupoide), por lo que no es aconsejable su uso como sinónimo de magma.

## Definiciones

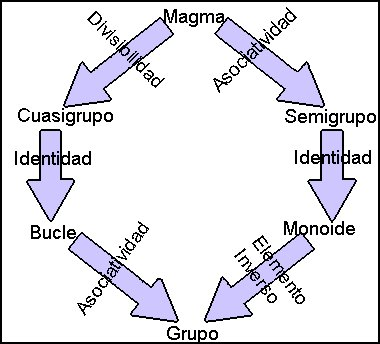
De magma a grupo.

Los tipos de magmas comúnmente estudiados incluyen:
- cuasigrupos — magmas no vacíos donde la división es siempre posible.
- bucles — cuasigrupos con elementos neutros.
- semigrupos — magmas donde la operación es asociativa.
- monoides — semigrupos con elemento neutro.
- grupos — monoides con elementos simétricos, o equivalentemente, cuasigrupos asociativos (que son siempre bucles).
- grupos abelianos — grupos donde la operación es conmutativa.

El término "magma" fue introducido por Bourbaki. Anteriormente se usaba el término "grupoide", y todavía se utiliza a veces. En esta enciclopedia, no obstante, reservamos el término grupoide para un concepto algebraico diferente.
Existe lo que podemos llamar un magma libre sobre cualquier conjunto X y que puede ser descrito en términos familiares en ciencias de la computación como el magma de los árboles binarios con operación dada por la yuxtaposición (ordenada) de los árboles por la raíz. Tiene por tanto un rol fundacional en sintaxis.

### Más Definiciones
Un magma se denomina:
- medial si satisface la identidad xy.uz=xu.yz (i.e. (x*y)*(u*z)=(x*u)*(y*z)),
- semimedial izquierdo si satisface la identidad xx.yz=xy.xz,
- semimedial derecho si satisface la identidad yz.xx=yx.zx,
- semimedial si es, a la vez, semimedial izquierdo y derecho,
- distributivo izquierdo si satisface la identidad x.yz=xy.xz,
- distributivo derecho si satisface la identidad yz.x=yx.zx,
- autodistributivo si es, a la vez, distributivo izquierdo y derecho,
- commutativo si satisface xy=yx,
- idempotente si satisface xx=x,
- unipotente si satisface xx=yy,
- zeropotente si satisface xx.y=yy.x=xx,
- alternativa si satisface xx.y=x.xy & x.yy=xy.y,
- un semigrupo si satisface x.yz=xy.z (asociatividad),
- un semigrupo con ceros izquierdos o elementos cancelativos izquierdos si satisface x=xy,
- un semigrupo con ceros derechos o elementos cancelativos derechos si satisface x=yx,
- un semigrupo con multiplicación nula si satisface xy=uv,
- entrópico si es imagen homomórfica de un magma cancelativo.

## No asociatividad
Una operación binaria * en un conjunto S que no satisfaga la ley asociativa se llama no-asociativa. Simbólicamente,
{\displaystyle (x*y)*z\neq x*(y*z)\qquad {\mbox{para algunos }}x,y,z\in S}
para tal operación el orden de la evaluación importa. La substracción y la división de números reales son ejemplos bien conocidos de operaciones no-asociativas:
{\displaystyle \left.{\begin{matrix}(x-y)-z\neq x-(y-z)\quad \\(x/y)/z\neq x/(y/z)\qquad \qquad \end{matrix}}\right\}{\mbox{para algunos }}x,y,z\in \mathbb {R} }
En general, se deben utilizar paréntesis para indicar el orden de la evaluación si aparece una operación no-asociativa más de una vez en una expresión. Sin embargo, los matemáticos convienen en una orden particular de la evaluación para varias operaciones no-asociativas comunes. Esto tiene el estatus de una convención, no de una verdad matemática. Una operación izquierdo-asociable se evalúa convencionalmente de izquierda a derecha, es decir,
{\displaystyle \left.{\begin{matrix}x*y*z=(x*y)*z\qquad \qquad \quad \,\\w*x*y*z=((w*x)*y)*z\quad \\{\mbox{etc.}}\qquad \qquad \qquad \qquad \qquad \qquad \ \ \,\end{matrix}}\right\}{\mbox{para todo }}w,x,y,z\in S}
mientras que una operación derecho-asociable se evalúa convencionalmente de derecha a izquierda: 
{\displaystyle \left.{\begin{matrix}x*y*z=x*(y*z)\qquad \qquad \quad \,\\w*x*y*z=w*(x*(y*z))\quad \\{\mbox{etc.}}\qquad \qquad \qquad \qquad \qquad \qquad \ \ \,\end{matrix}}\right\}{\mbox{para todo }}w,x,y,z\in S}
Las operaciones izquierdo-asociables y derecho-asociables ocurren; los ejemplos se dan abajo. 

### Más ejemplos
Las operaciones izquierdo-asociables incluyen las siguientes. 
- Substracción y división de números reales:

{\displaystyle x-y-z=(x-y)-z\qquad {\mbox{para todo }}x,y,z\in \mathbb {R} ;}
{\displaystyle x/y/z=(x/y)/z\qquad \qquad \quad {\mbox{para todo }}x,y,z\in \mathbb {R} {\mbox{ con }}y\neq 0,z\neq 0.}
Las operaciones derecho-asociables incluyen la siguiente.
- Exponenciación de números reales:

{\displaystyle x^{y^{z}}=x^{(y^{z})}.}
La razón por la que la exponenciación es derecho-asociable es que una operación izquierdo-asociable repetida del exponente sería menos útil. Múltiples apariciones se podrían reescribir con la multiplicación: 
{\displaystyle (x^{y})^{z}=x^{(yz)}.}
- El operador de asignación en muchos lenguajes de programación es derecho-asociable.

Por ejemplo, en el lenguaje C
x = y = z;  significa  x = (y = z);  y no  (x = y) = z;
Es decir la declaración asignaría el valor de z a ambos x e y.
Las operaciones no-asociativas para las cuales no se define ningún orden convencional de la evaluación incluyen el siguiente.
- Tomar el promedio de números reales:

{\displaystyle {(x+y)/2+z \over 2}\neq {x+(y+z)/2 \over 2}\neq {x+y+z \over 3}\qquad {\mbox{para algunos }}x,y,z\in \mathbb {R} .}
- Tomar el complemento relativo de conjuntos:

{\displaystyle (A\backslash B)\backslash C\neq A\backslash (B\backslash C)\qquad {\mbox{para algunos conjuntos }}A,B,C.}